# Enmetena
Enmetena (auch Entemena) war ein sumerischer König von Lagaš.

## Quellen

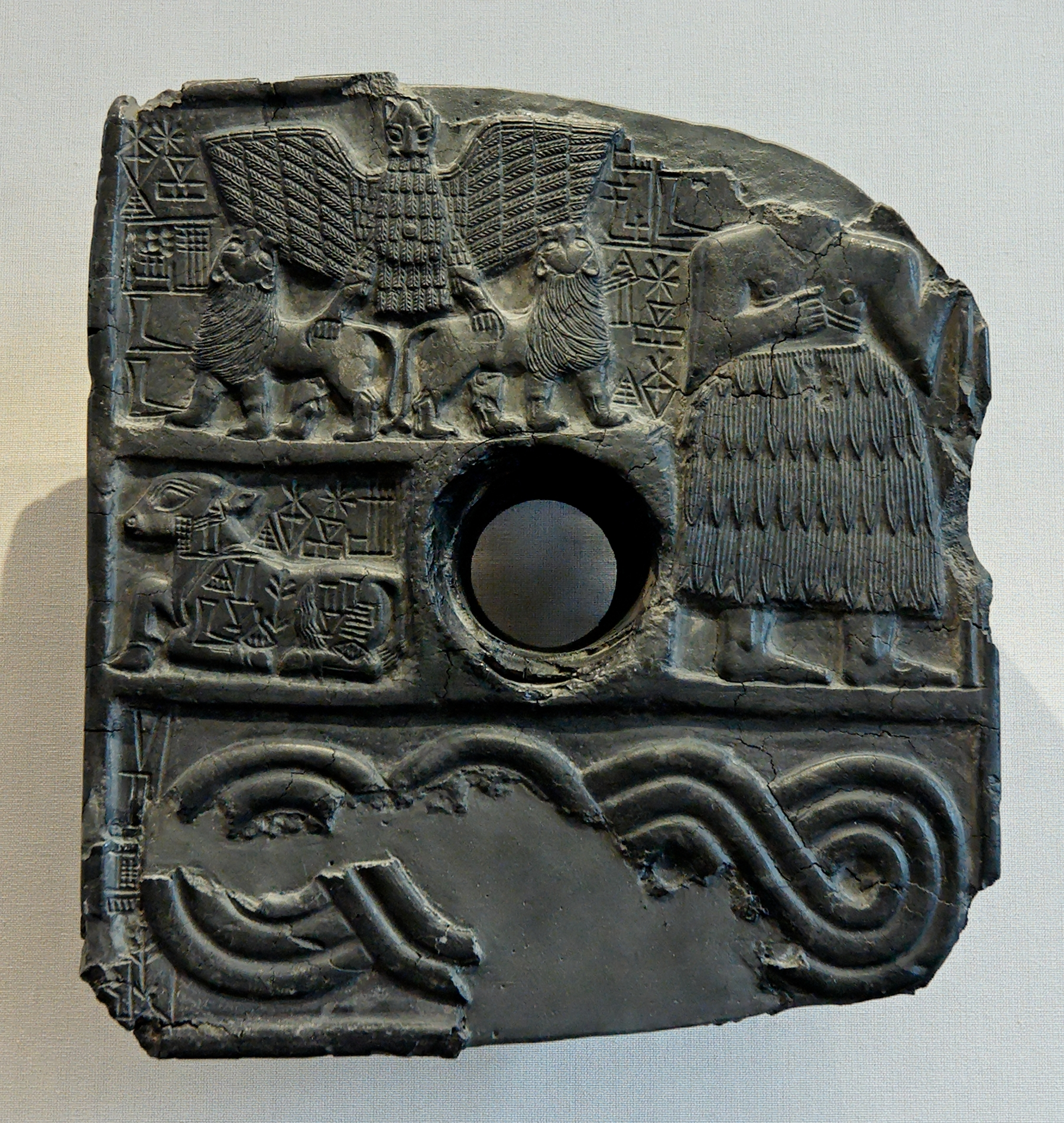
Relief des Priesters Dudu, Regierungszeit des Enmetena (Löwenadler, Typ A).

## Herrschaft
Enmetena war der Neffe des Königs Enanatum I. von Lagaš. Seine Regierungszeit fällt in die zweite Hälfte des 25. Jahrhunderts v. Chr. Edzard, der die Regierungszeiten einzelner Herrscher in Generationen von 20–30 Jahren berechnet, gibt für Enmetena die Zeit um 2430 v. Chr. an.
Enmetenas Onkel E-ana-tum hatte die Stadt Umma unterworfen und zu Abgabenleistungen verpflichtet. Die Beziehungen zwischen Umma und Lagaš waren weiterhin von Feindseligkeiten geprägt. Ur-Lumma, der Herrscher von Umma, war bereits Gegner Enanatums I. gewesen. Umma weigerte sich nun, Abgaben für von Lagaš gepachtetes Land zu zahlen. Ur-lumma fiel in Enmetenas Gebiet ein, wobei er verschiedene Grenzmarkierungen zerstörte.
Trotz Unterstützung durch einen wohl semitischen Herrscher aus Nordmesopotamien wurde Ur-Lumma nahe dem Grenzgebiet zwischen Lagaš und Umma geschlagen und ein Teil seines Heeres geriet in Gefangenschaft. Eine Eroberung Ummas fand jedoch nicht statt, da sich dort Il, der Beherrscher von Zabalam, zum neuen König aufgeschwungen hatte und eine Unterwerfung ablehnte. Die bislang unbekannt gebliebenen Helfer Ur-Lummas aus Nordmesopotamien scheinen in der Folgezeit die Hegemonie über Sumer innegehabt und zwischen Umma und Lagaš Frieden geschaffen zu haben.